# Schickedanz Open 1987
Lo Schickedanz Open 1987 è stato un torneo di tennis facente parte della categoria ATP Challenger Series nell'ambito dell'ATP Challenger Series 1987. Il torneo si è giocato a Fürth in Germania dal 20 al 26 luglio 1987 su campi in terra rossa.

## Vincitori

### Singolare
Patrick Baur ha battuto in finale  Edoardo Mazza con il punteggio di 6–3, 7–5

### Doppio
Nick Fulwood /  Cyril Suk hanno battuto in finale  Axel Hornung /  Karsten Saniter con il punteggio di 4–6, 6–3, 6–2